# Megasporogeneza
Megasporogeneza (makrosporogeneza) – proces powstawania makrospor u roślin różnozarodnikowych. W procesie megasporogenezy powstaje m.in. woreczek zalążkowy u roślin okrytonasiennych, w obrębie ośrodka (stanowiącego zarodnię - makrosporangium).
Megasporogeneza może mieć różny przebieg. Najpowszechniejszy, spotykany u 80% roślin, rozpoczyna się od wyróżnicowania się w ośrodku jednej diploidalnej komórki archesporialnej (megasporocytu). Czasami na tym etapie megasporocyt odcina mitotycznie tzw. komórkę przykrywkową. Wyodrębniona komórka archesporialna stanowi tzw. komórkę macierzystą megaspor. Rozrasta się ona, gromadząc jednocześnie substancje zapasowe, a następnie dzieli się mejotycznie. Podział ten zachodzi zwykle na długo przed rozwinięciem kwiatu. Po podziale powstają cztery haploidalne megaspory (makrospory), ułożone liniowo. Zwykle w dalszych podziałach bierze udział tylko jedna z nich - megaspora chalazalna - jako tzw. komórka macierzysta woreczka zalążkowego. Ulega ona wakuolizacji i tworzy początkowo jednojądrowy woreczek zalążkowy, a następnie jej jądro komórkowe przechodzi trzykrotnie podział mitotyczny. Po podziałach powstaje 8 haploidalnych jąder komrórkowych na biegunach komórki. Dwa z nich przesuwają się do środka i łączą ze sobą tworząc diploidalne wtórne jądro woreczka zalążkowego (jądro centralne). Pozostałe jądra komórkowe otaczają się cytoplazmą, tworząc 6 komórek haploidalnych. W efekcie powstaje siedmiokomórkowy woreczek zalążkowy.